# Chapelle des Plans de Saint-Gervais-les-Bains
Pour les articles homonymes, voir Chapelle des Plans.

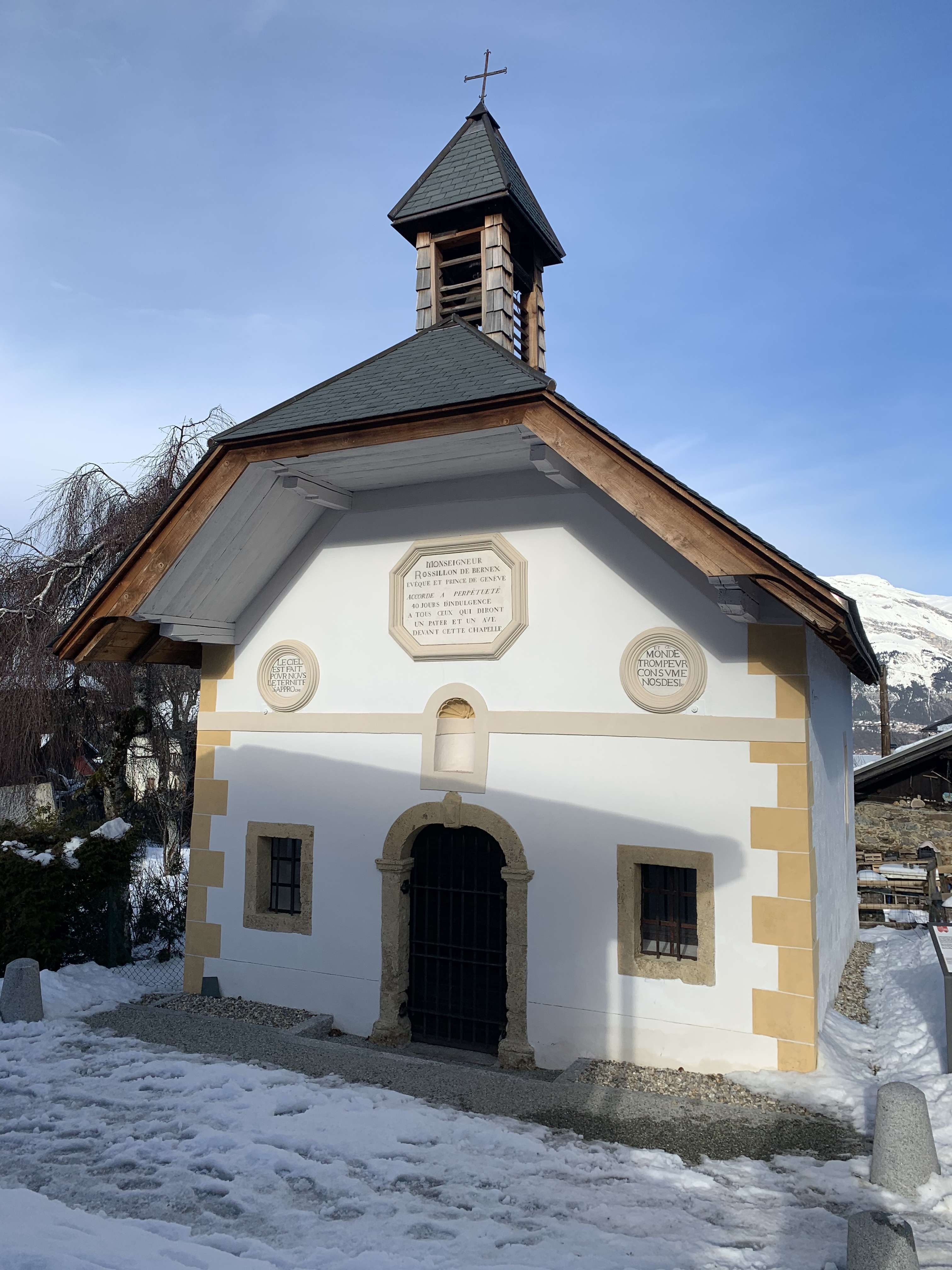
Rénovation de l'année 2017

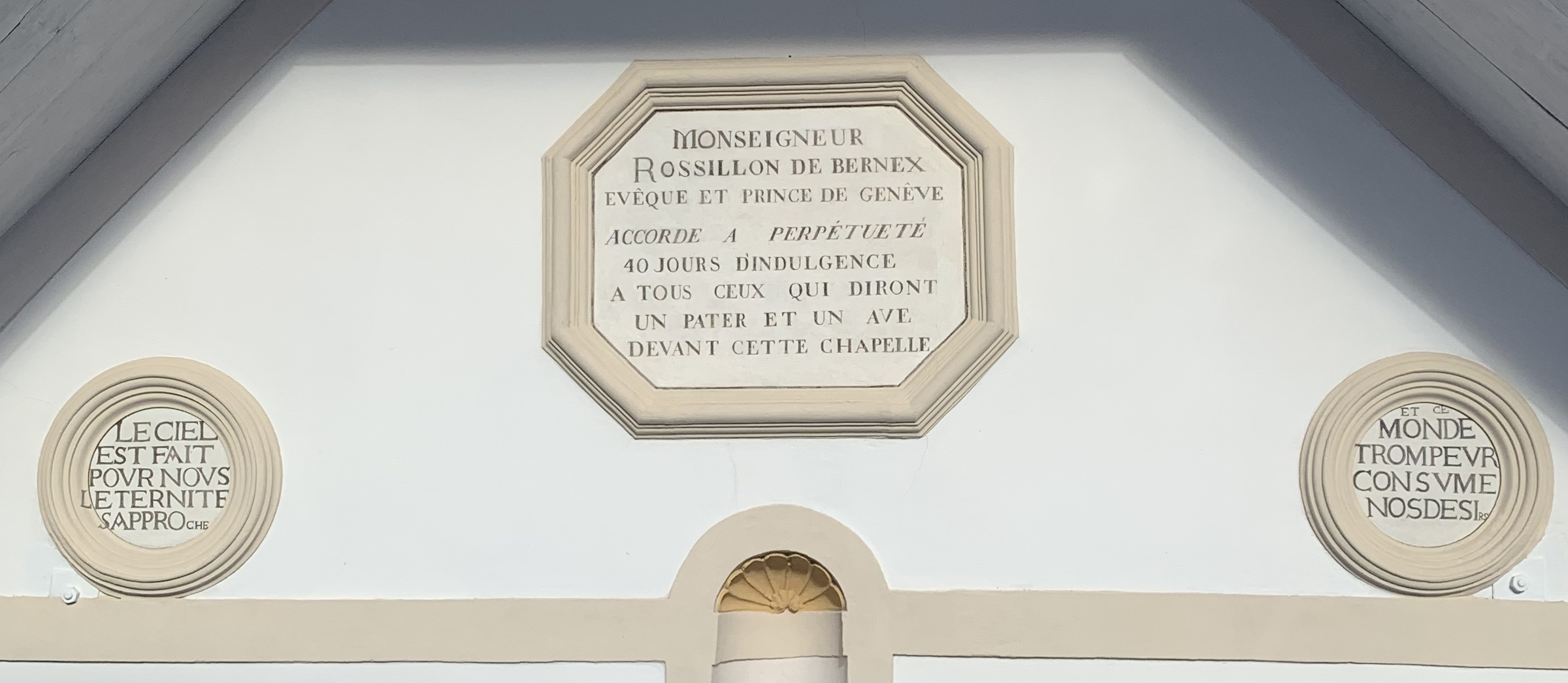
Médaillons présents en façade

La chapelle des Plans est une chapelle située à Saint-Gervais-les-Bains, en France.

## Localisation
La chapelle est située dans le département français de la Haute-Savoie, sur la commune de Saint-Gervais-les-Bains.

## Description
Les auteurs de l'Histoire des communes savoyardes (1980) donne cette description « se signale comme une préfigure modeste de l'église-mère, par une construction fort originale, sinon à peu près unique dans la région. » L'édifice est constitué d'une façade baroque, constituée d'un « portail en tuf, [de] deux piliers engagés, et [d']une agrafe ouvragée en clef de voûte ». 

Trois médaillons sont présents sur sa façade. Ils portent les inscriptions suivantes :
« Monseigneur Rossillon de Bernex évêque et prince de Genève accorde à perpétuité 40 jours d'indulgence à tous ceux qui diront un pater et un ave devant cette chapelle. »
« Le ciel est fait pour nous. L'éternité s'approche. »
« Et ce monde trompeur consume nos désirs. »

## Historique
D'abord décidée en 1681, la chapelle fut construite entre 1709 et 1711, à l'initiative du père Joseph Mollard, docteur en théologie et originaire du hameau des Plans. Elle est certainement l'œuvre d'un architecte valsésien.
L'édifice est inscrit au titre des monuments historiques en 1975.
Le monument est restauré en 2017 dans le cadre de coopération transfrontalière européenne entre la France et l'Italie.